# Culicoides grandensis
Culicoides grandensis är en tvåvingeart som beskrevs av Eileen D. Grogan och T. Keith Philips 2008. Culicoides grandensis ingår i släktet Culicoides och familjen svidknott.
Artens utbredningsområde är Utah. Inga underarter finns listade i Catalogue of Life.